# Euscorpius stefaniae
Espèce
Euscorpius stefaniae est une espèce de scorpions de la famille des Euscorpiidae.

## Distribution
Cette espèce est endémique de Vénétie en Italie. Elle se rencontre dans les monts Euganéens.

## Description
Le mâle holotype mesure 26,55 mm et la femelle paratype 29,90 mm. Euscorpius stefaniae mesure de 27 à 33 mm.

## Étymologie
Cette espèce est nommée en l'honneur de Stefania Tropea, la sœur de Gioele Tropea.

## Publication originale
- Tropea & Parmakelis, 2022 : « Reconsideration of some populations of Euscorpius concinnus complex (Scorpiones, Euscorpiidae). » ZooKeys, no 1100, p. 117-164 (texte intégral).